# Higa
Higa är en sjö i Burkina Faso.   Den ligger i provinsen Yagha och regionen Sahel, i den östra delen av landet, 280 km nordost om huvudstaden Ouagadougou. Arean är 228 kvadratkilometer. Den sträcker sig 3,6 kilometer i nord-sydlig riktning, och 3,2 kilometer i öst-västlig riktning.